# Municipio de Chocowinity
El municipio de Chocowinity (en inglés: Chocowinity Township) es un municipio ubicado en el  condado de Beaufort en el estado estadounidense de Carolina del Norte. En el año 2010 tenía una población de 9.290 habitantes.

## Geografía
El municipio de Chocowinity se encuentra ubicado en las coordenadas 35°27′58.59″N 77°3′48.82″O / 35.4662750, -77.0635611.